# Kamionka (powiat malborski)
Kamionka – wieś w Polsce położona w województwie pomorskim, w powiecie malborskim, w gminie Malbork na obszarze Wielkich Żuław Malborskich.
W latach 1975–1998 miejscowość należała administracyjnie do województwa elbląskiego.
Inne miejscowości o nazwie Kamionka: Kamionka, Kamionka Mała, Kamionka Poprzeczna, Kamionka Wielka